# 德米特里·普里戈夫
德米特里·亞歷山德羅維奇·普里戈夫（俄语：Дми́трий Алекса́ндрович При́гов；1940年11月5日—2007年7月16日），俄羅斯先鋒詩人與觀念藝術家。他是蘇聯時代最具名的異議人士之一，曾在1986年被送入精神病院。

## 早年
普里戈夫出生於蘇俄莫斯科，在青少年時期便開始寫詩。他後來於斯特羅加諾夫莫斯科國立藝術與工藝大學鑽研雕塑，畢業後成為建築師，也曾為市立公園設計雕塑藝術品。

## 藝術家生涯
普里戈夫和他的友人列夫·魯賓斯坦（Lev Rubinstein）是俄國觀念藝術的先驅。普里戈夫著名的觀念藝術作品包括在錫罐上寫詩句。
普里戈夫是一位多產的詩人，截至2005年，已作有近三萬六千首詩作。在蘇俄時代，他的詩作屬於秘密出版物，僅在地下詩界流傳，直到共產時代結束後才獲得正式發行；不過在此之前，普里戈夫的作品便已經廣在流亡文學界及斯拉夫学刊物上流傳。
1986年，普里戈夫因為在街頭發送詩作給路人的行徑，而被國家安全委員會逮捕。他被送到精神病院，直到在貝拉·阿赫瑪杜琳娜等詩人的嚴正抗議之下，才獲釋。
1987年起普里戈夫開始公開出版與展覽，1991年他加入作家聯盟。此外，他自1975年起便是藝術家聯盟的成員之一。
1993年，普里戈夫獲得阿弗雷德·杜佛基金會的普希金獎。2002年，再獲頒鮑里斯·巴斯特納克獎。
2007年，普里戈夫因心臟病在莫斯科逝世，享年六十六歲。
2011年，在第五十四屆威尼斯雙年展期間，艾米塔吉博物館舉辦了一場重要的普里戈夫藝術專題展。

## 參與組織
- 蘇聯藝術家聯盟（英语：Artists' Union of the USSR）
- 俄羅斯作家聯盟（英语：Union of Russian Writers）
- 國際筆會

## 外部連結
- 俄羅斯詩界的終點：專訪德米特里·普里戈夫 （页面存档备份，存于）（菲力普·梅特雷斯（英语：Philip Metres））（英文）
- 德米特里·普里戈夫的傳記 （页面存档备份，存于） （英文）